# 찰나무속
찰나무속(檫--屬, 학명: Sassafras 사사프라스[*])은 녹나무과의 속이다.

## 이름
속명 "사사프라스"는 스페인어 "사사프라스(sasafrás)"를 어원으로 두며, 이는 라틴어로 "돌"을 뜻하는 "삭숨(saxum)"과 "깨트리다"를 뜻하는 "프랑고(frangō)"를 조합한 말인 "삭시프라구스(saxifragus)"에서 유래했다고 추정된다. 그러나 찰나무속은 바위떡풀속(Saxifraga)이나 범의귀과(Saxifragaceae)와 관계가 가깝지 않다.

## 하위 분류
- 대만찰나무(S. randaiense (Hayata) Rehder)
- 미국찰나무(S. albidum (Nutt.) Nees)
- 찰나무(S. tzumu (Hemsl.) Hemsl.)